# Пионерское (Чечня)
Пионерское (чечен. Пионерски) — село в Шатойском районе Чеченской Республики в России.
Входит в состав Чишкинского сельского поселения 1 января 2020 года село вместе со всей территорией Чишкинского сельского поселения передаётся из состава Грозненского района в Шатойский район.

## География
Расположено в 27 км к югу от города Грозный, на левом берегу реки Аргун и фактически представляет собой юго-восточную окраину села Лаха-Варанды.
Ближайшие населённые пункты: на северо-западе — село Лаха-Варанды, на востоке — село Дуба-Юрт, на юго-востоке — село Дачу-Борзой и на юге — село Чишки.

## Население
| 1990 | 2002 | 2010 |
| ---- | ---- | ---- |
| 375  | ↘176 | ↗304 |

## Образование
- Пионерская муниципальная средняя общеобразовательная школа[8].